# Vuelo 837 de Air Canada
El vuelo ACA837 de Air Canada del día 3 de febrero de 2020, cubierto por un Boeing 767-300 que unía Madrid (España) con Toronto (Canadá), con 128 pasajeros a bordo, experimentó un problema con un motor poco después del despegue; según los informes un neumático se rompió al despegue, lo que pudo incidir en el motor. Debido al hecho de que se trata de un vuelo transatlántico, lo que supone una alta carga de combustible; el avión tuvo que estar cinco horas efectuando maniobras a 2300 metros de altura y a 520 kilómetros por hora entre las comunidades de Madrid y Castilla-La Mancha.

## Cronología
El vuelo programado salió de Madrid a las 14:57, con 2 horas de retraso debido a avistamientos de drones en las proximidades del aeropuerto. El avión volaba desde Madrid con destino Toronto, informando el piloto del avión, 10 minutos después del despegue, que había un problema con el tren de aterrizaje y que deberían efectuar una aterrizaje de emergencia, por lo que debía quemar combustible para poder efectuar el aterrizar en el aeropuerto Adolfo Suárez Madrid Barajas con seguridad. Con esa finalidad, la aeronave comenzó a hacer círculos sobre las comunidades autónomas de Madrid y Castilla-La Mancha, quemando lo máximo posible de combustible, según la planificación.

## Avión F18 comprobando el estado del avión
A las 17:00 despega un F-18 de la Base Aérea de Torrejón pilotado por el capitán Roberto Macías, según procedimientos de emergencia, comprobando,  en comunicación con la tripulación del vuelo 837, el estado en el que se encontraba el Boeing 767 300.

## Aterrizaje

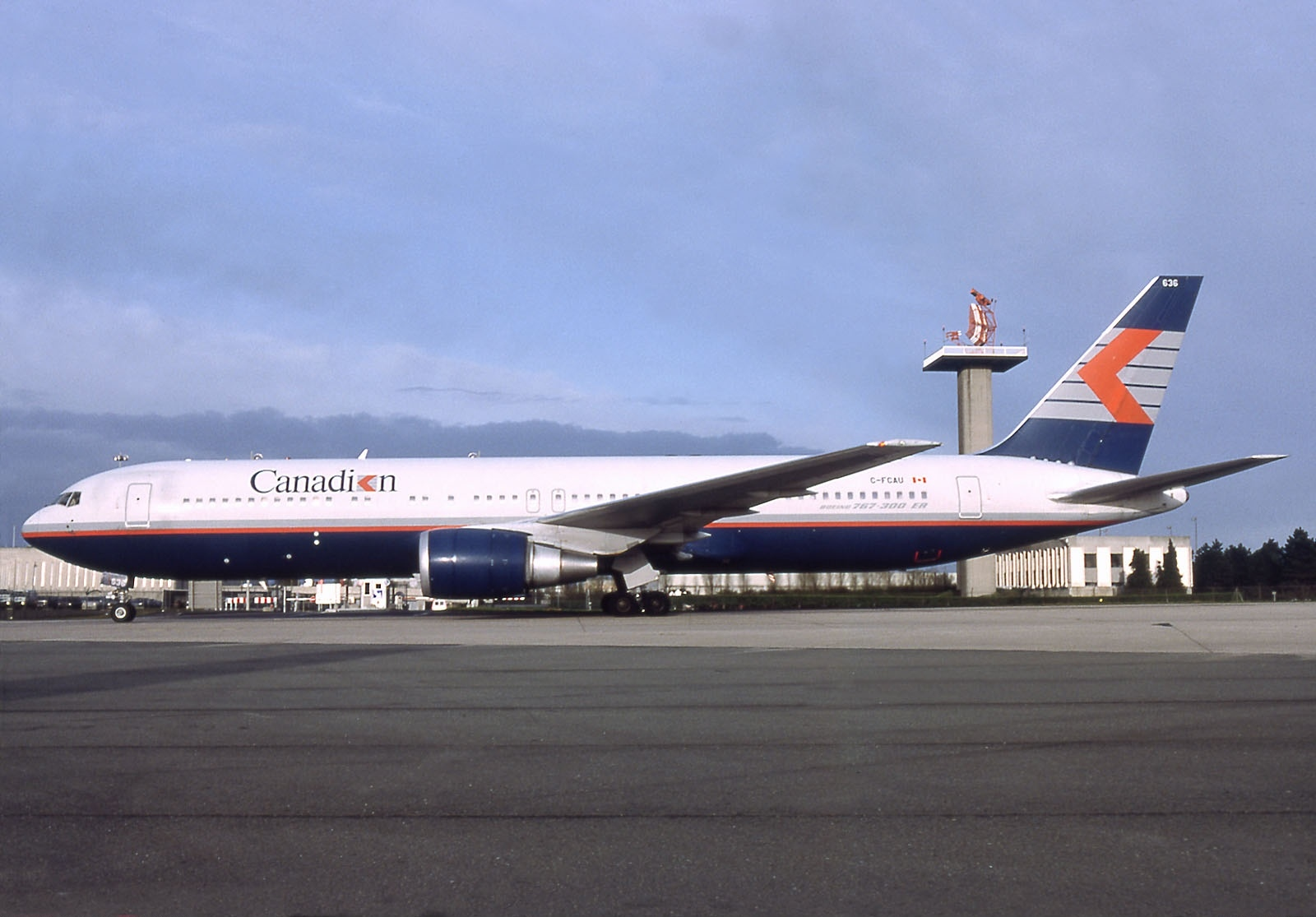
Boeing 767-375-ER, Canadian Airlines

Tras más de 5 horas consumiendo combustible se efectúa el aterrizaje de emergencia, a las 19:10, realizándose este sin mayores contratiempos, pudiendo abandonar los pasajeros el avión con normalidad. Con posterioridad se confirma la existencia de un neumático roto, resultando un incidente aéreo sin consecuencias graves.